# Hans Häcker
Johannes „Hans“ Karl Ludwig Häcker (* 5. Mai 1901 in Weil der Stadt; † 24. August 1986 in Esslingen am Neckar) war ein deutscher Jurist und Politiker.

## Leben
Als Sohn eines Stadtpfarrers geboren, studierte Häcker Rechtswissenschaften in München und Tübingen. Während seines Studiums wurde er 1919 Mitglied der burschenschaftlichen Verbindung Normannia Tübingen. 1925 wurde er in Tübingen zum Dr. iur. promoviert. Nach zahlreichen Stationen bei der württembergischen Innenverwaltung wurde er 1933 Amtsverweser, dann Landrat im Oberamt Gaildorf. 1938 wurde er Amtsverweser, dann Landrat im Landkreis Esslingen. Nachdem er von 1929 bis 1933 der Deutschen Volkspartei angehört hatte, trat er zum 1. Mai 1933 der NSDAP bei (Mitgliedsnummer 3.226.897) und war 1941/42 Mitglied der SS. 1945 wurde er als Landrat entlassen und interniert. Er wurde aber 1948 bereits wieder Verwaltungsgerichtsrat am Verwaltungsgericht Stuttgart, ging dann zur Stuttgarter Wasserstraßendirektion, wurde 1949 Oberregierungsrat und dann im Verkehrsministerium von Württemberg-Baden 1950 Oberregierungsdirektor; 1951 im Innenministerium. 1952 wurde er Ministerialrat. 1956 wurde er Präsident des Württembergischen Sparkassen- und Giroverbandes und war Verwaltungsratsvorsitzender der Württembergischen Girozentrale, der Württembergischen Landeskommunalbank und der Öffentlichen Bausparkasse Württemberg. 1967 ging er in den Ruhestand.